# Cahir Castle
Cahir Castle (Irlandese: Caisleán na Cathrach), è uno dei più grandi castelli in Irlanda, costruito nella Contea di Tipperary nel 1142 da Conor O'Brien, Principe di Thomond, su un'isola del fiume Suir.
Nel 1961 l'ultimo Lord Cahir morì ed il castello è ora di proprietà statale.

## Galleria d'immagini

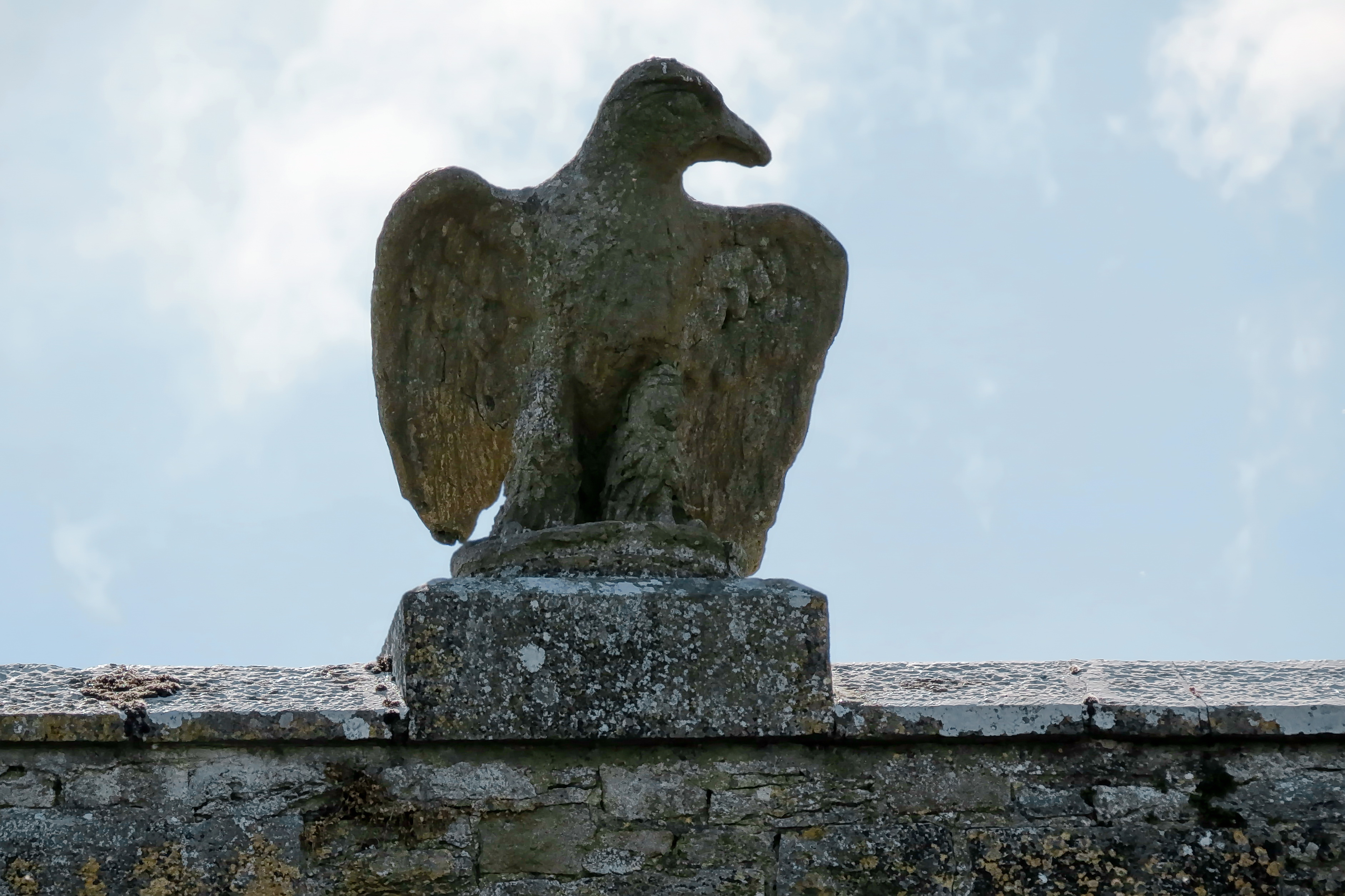
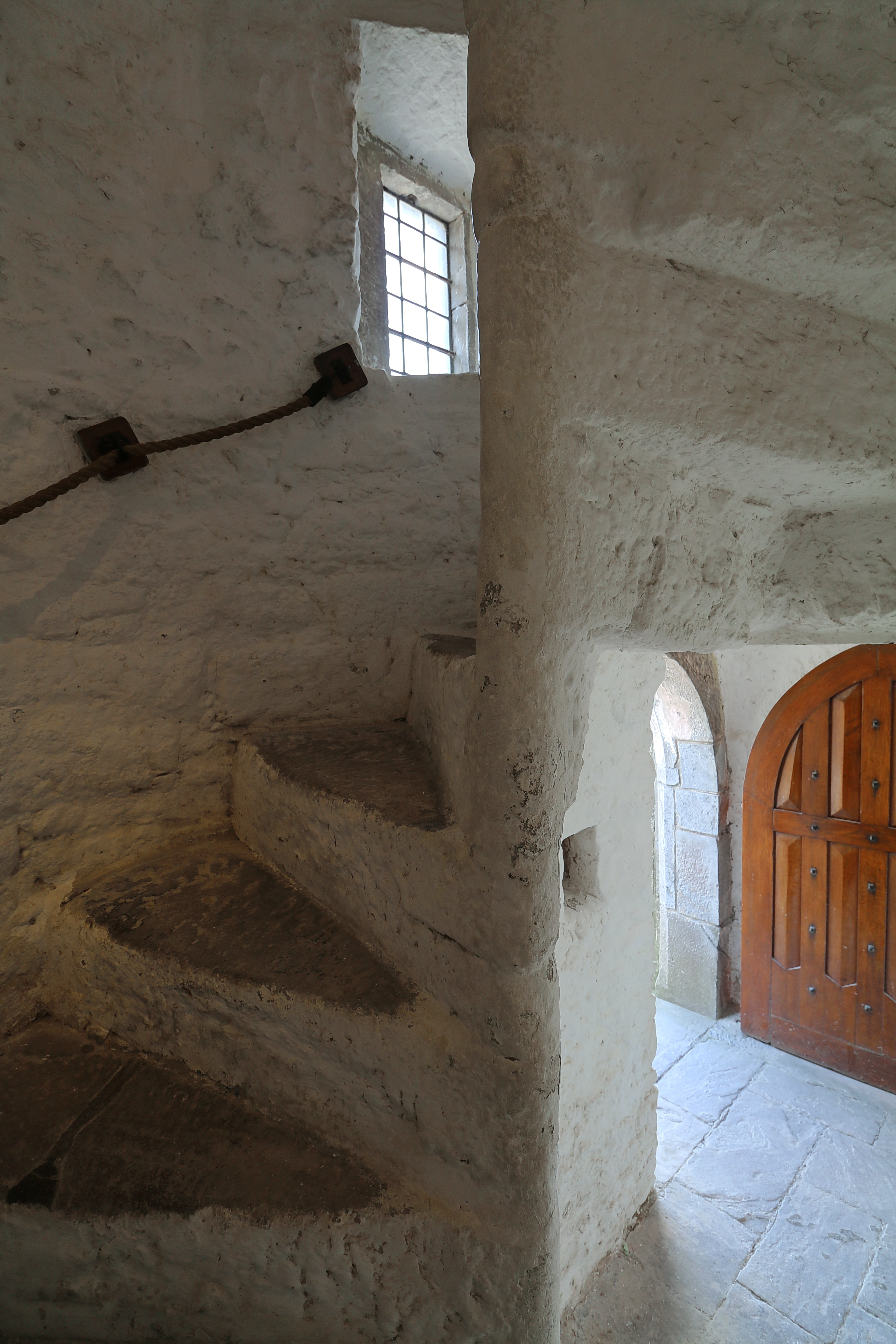
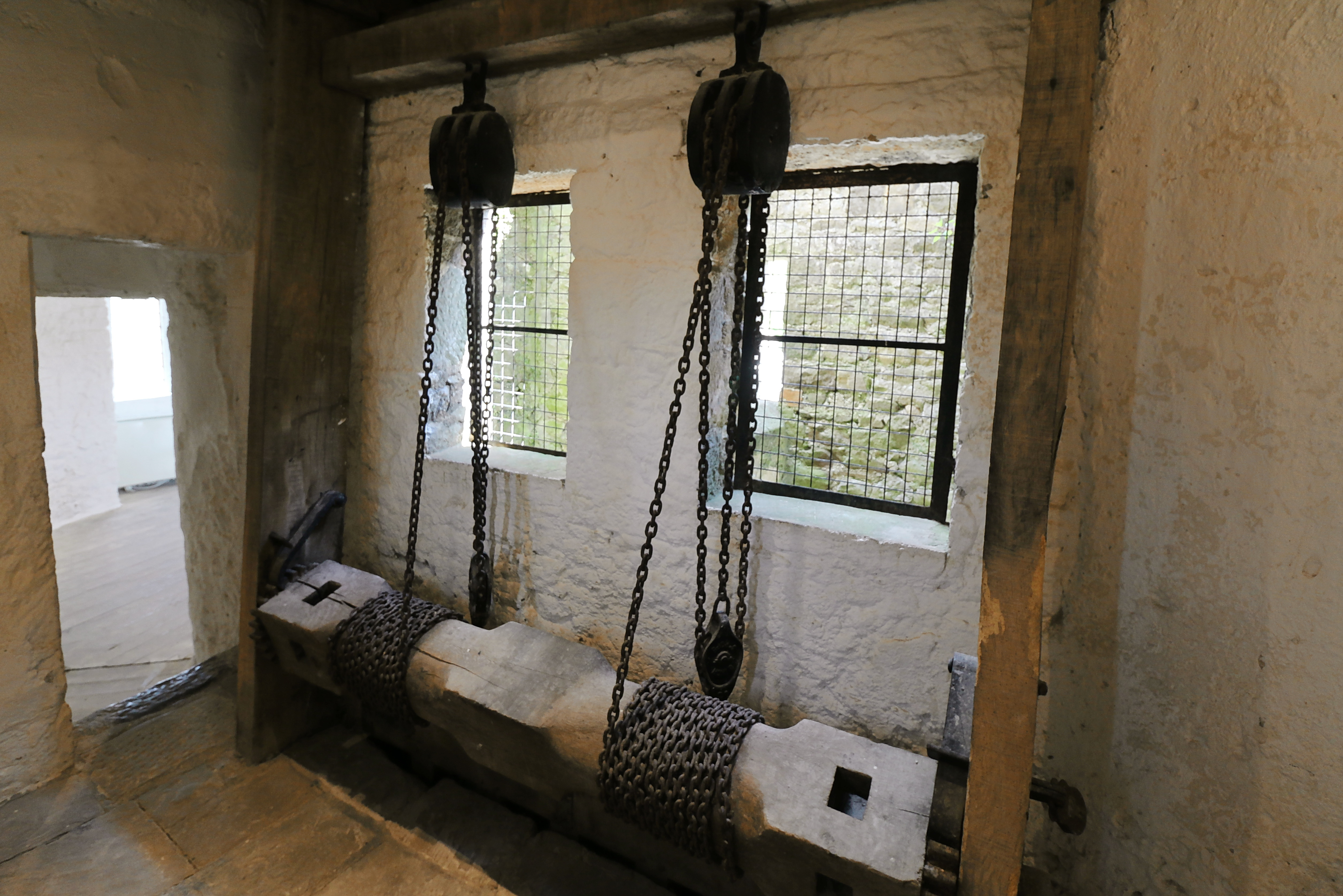
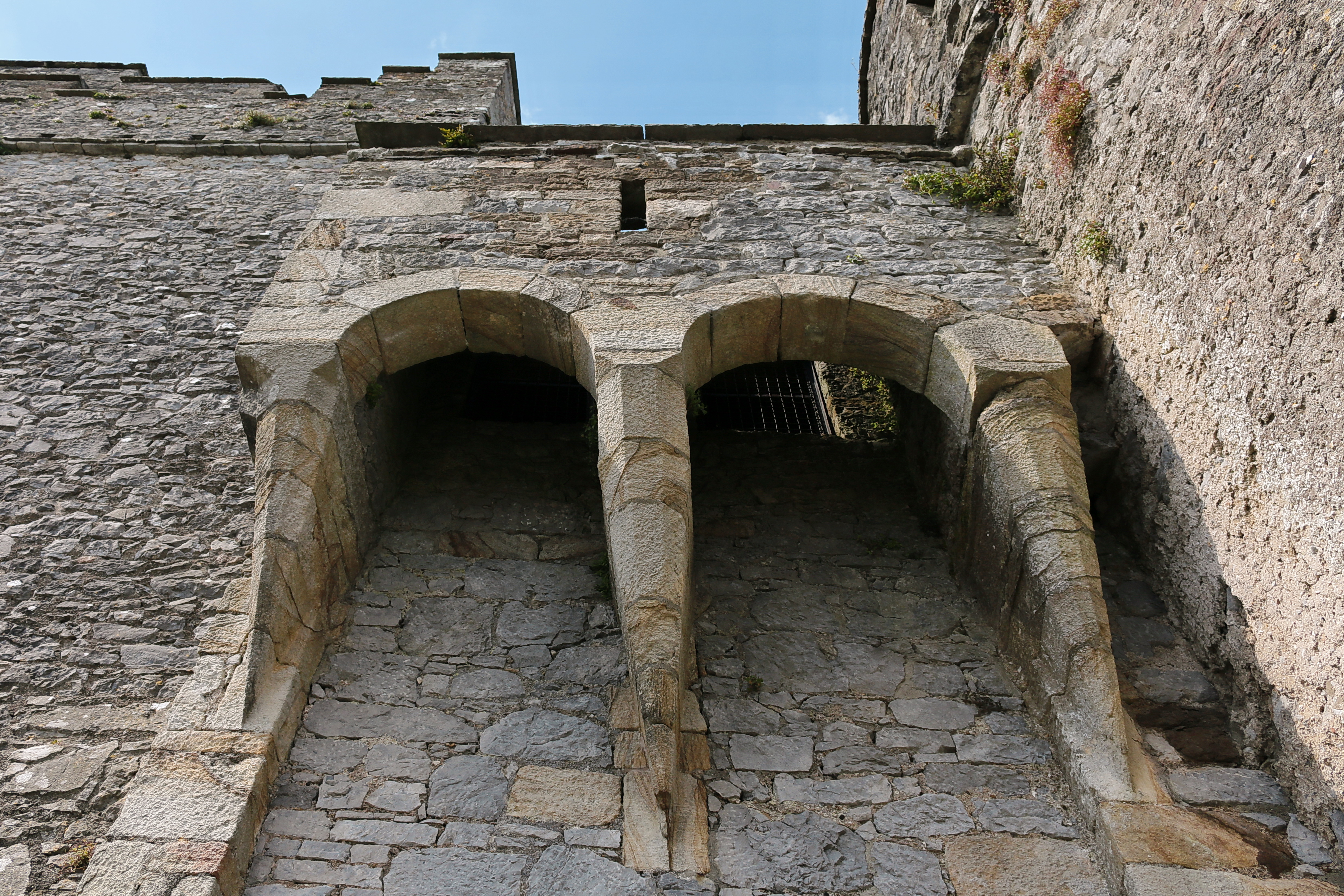
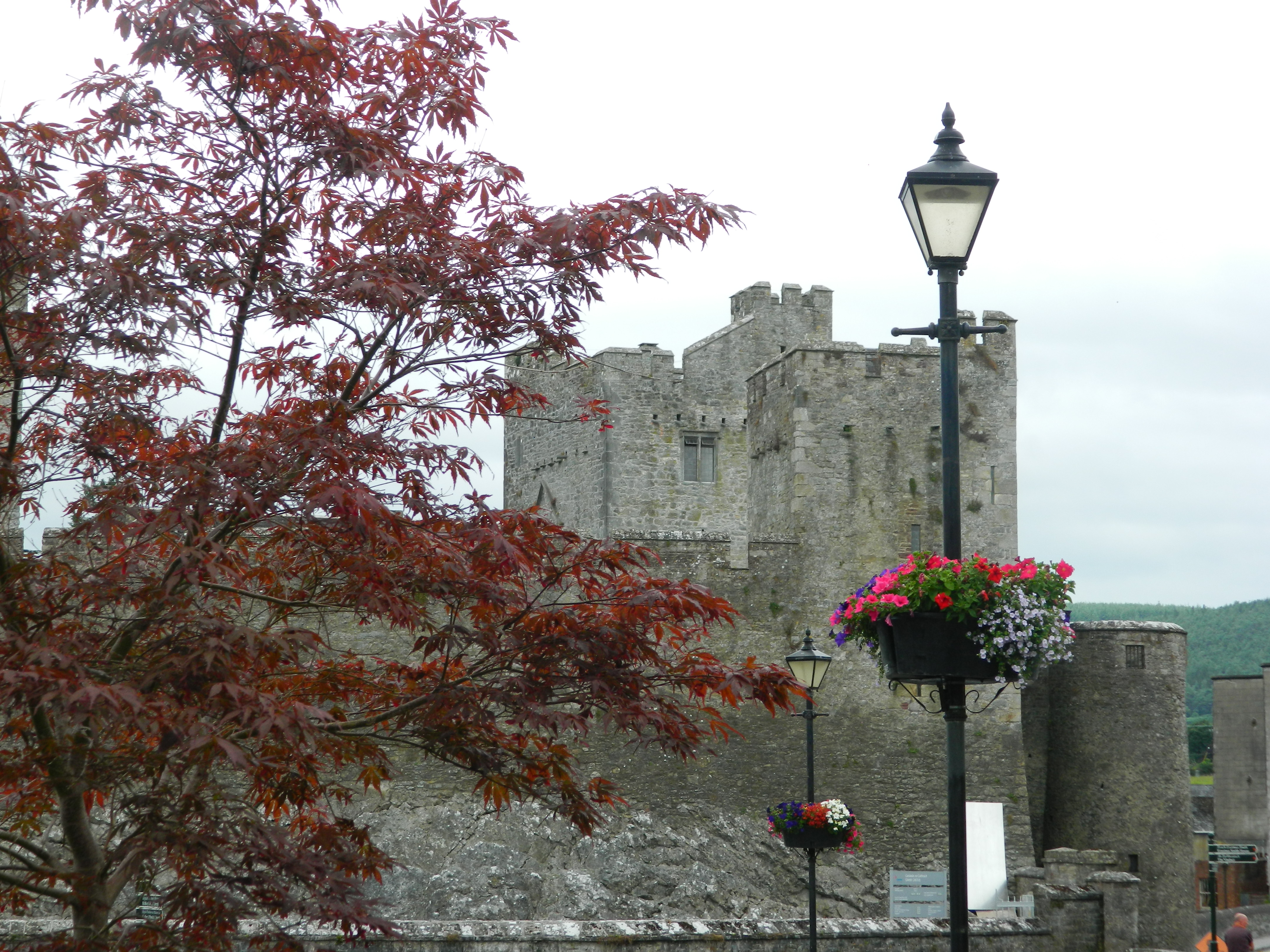
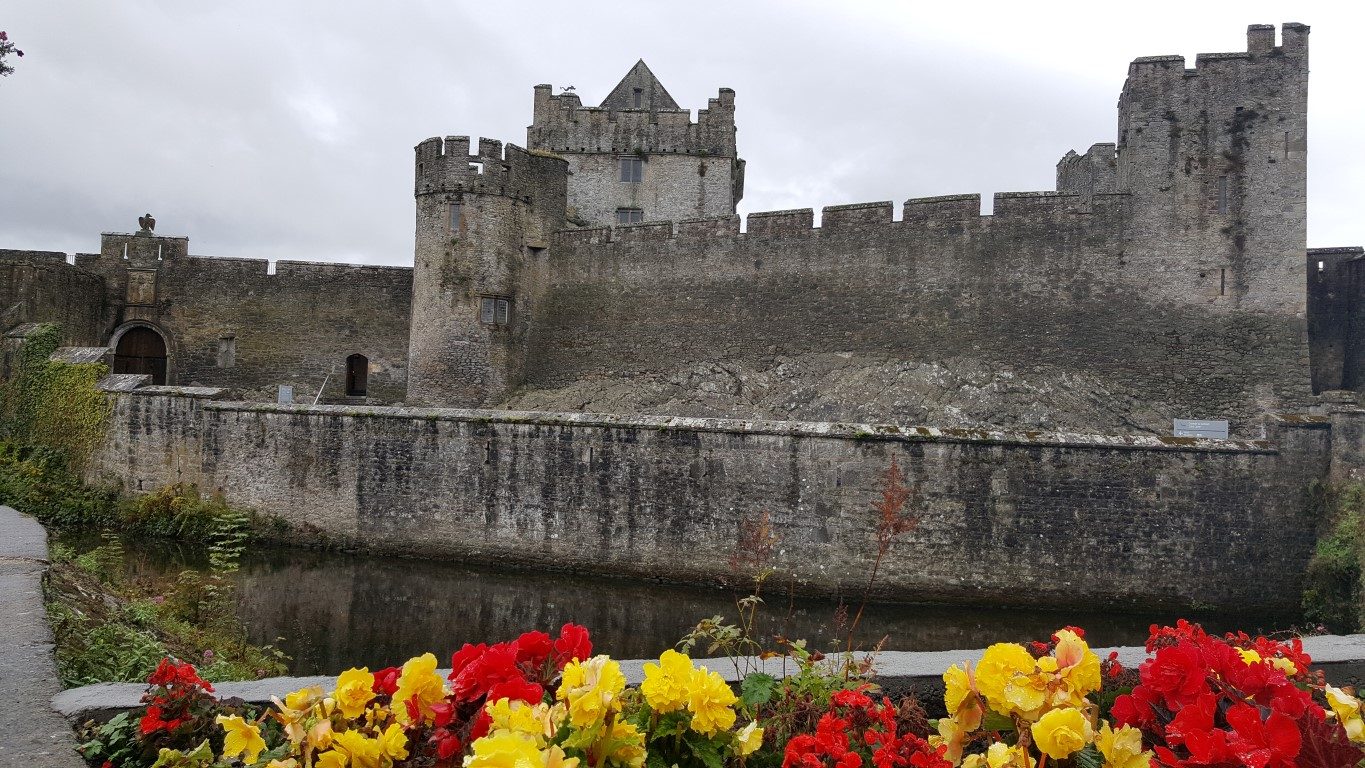
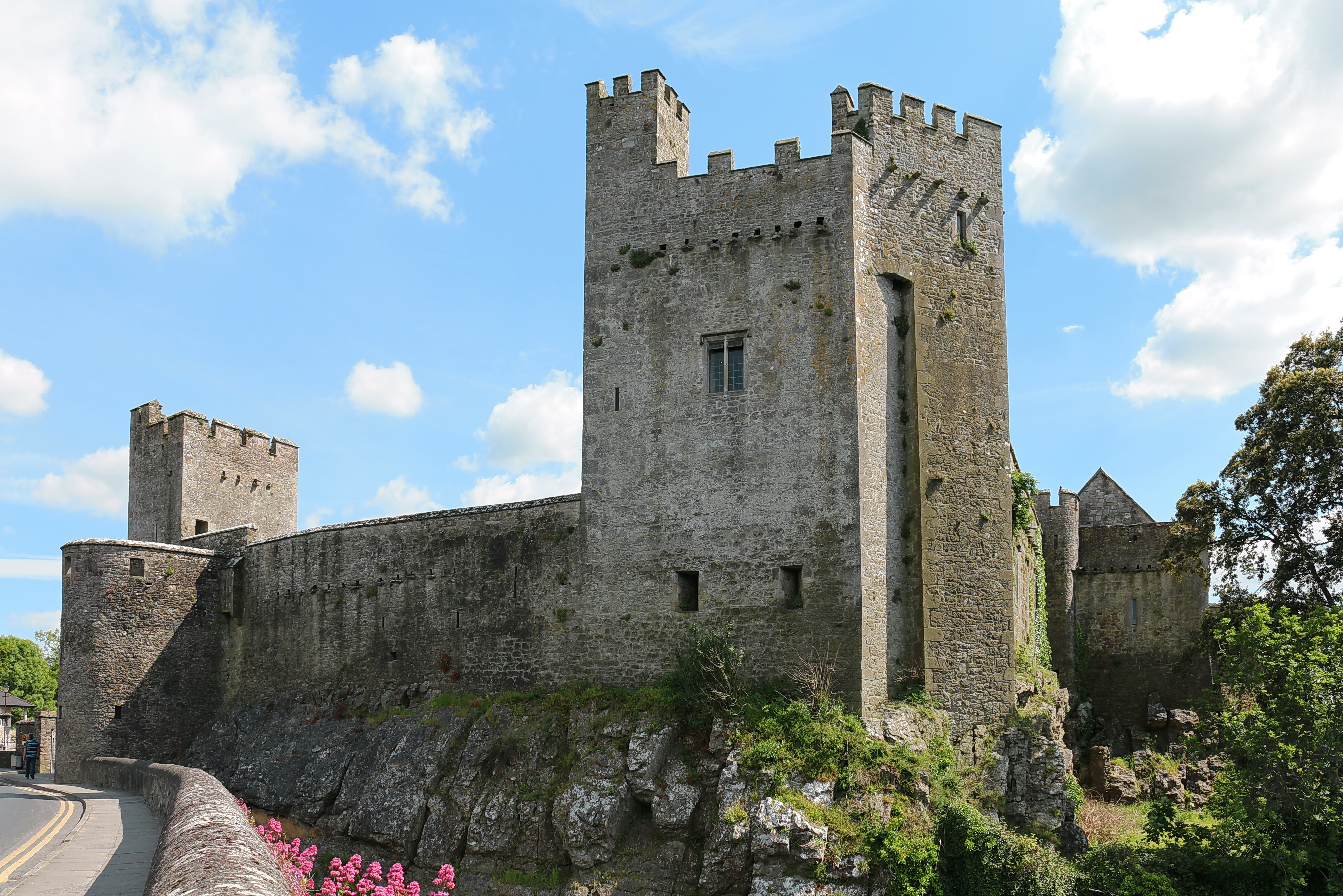
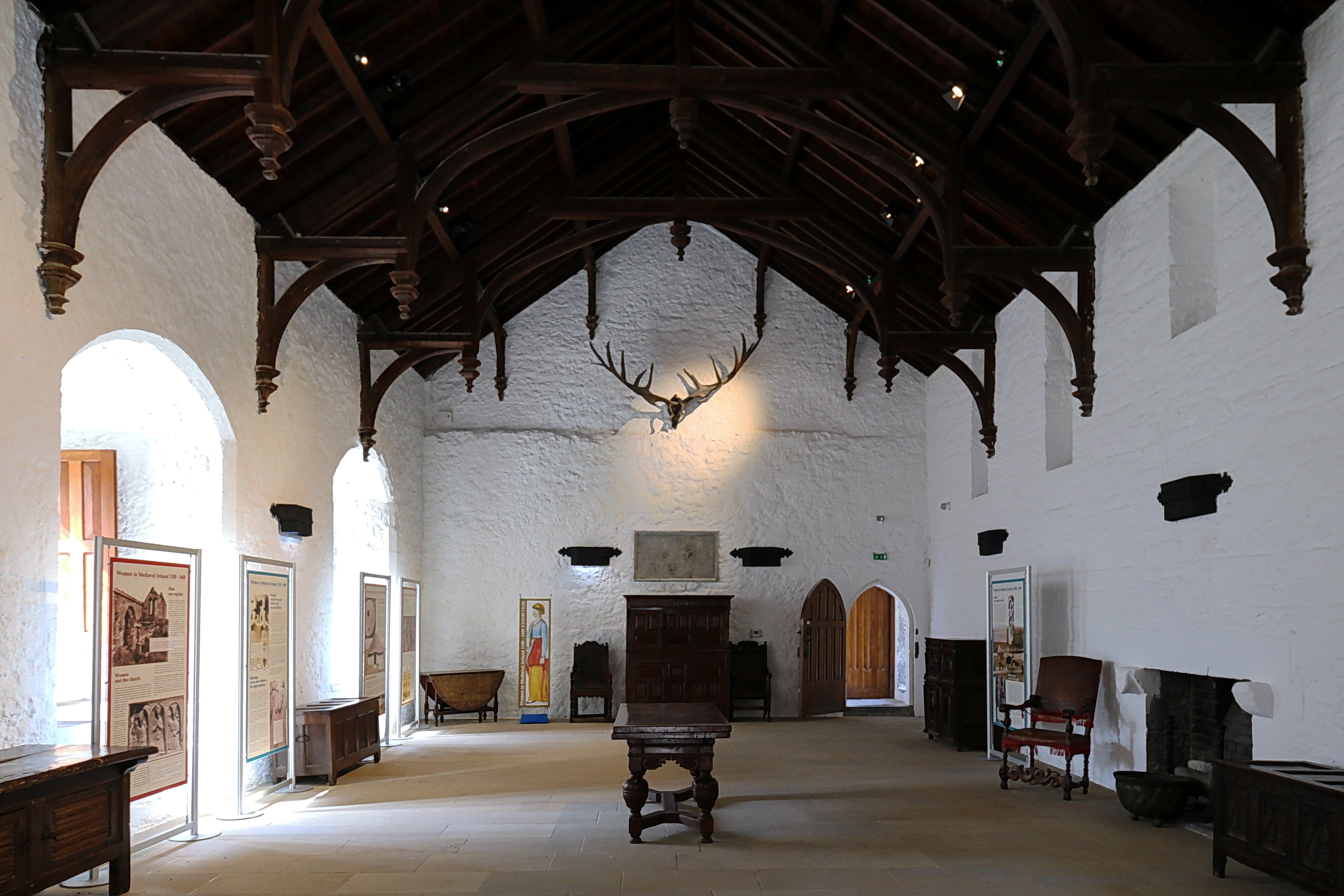
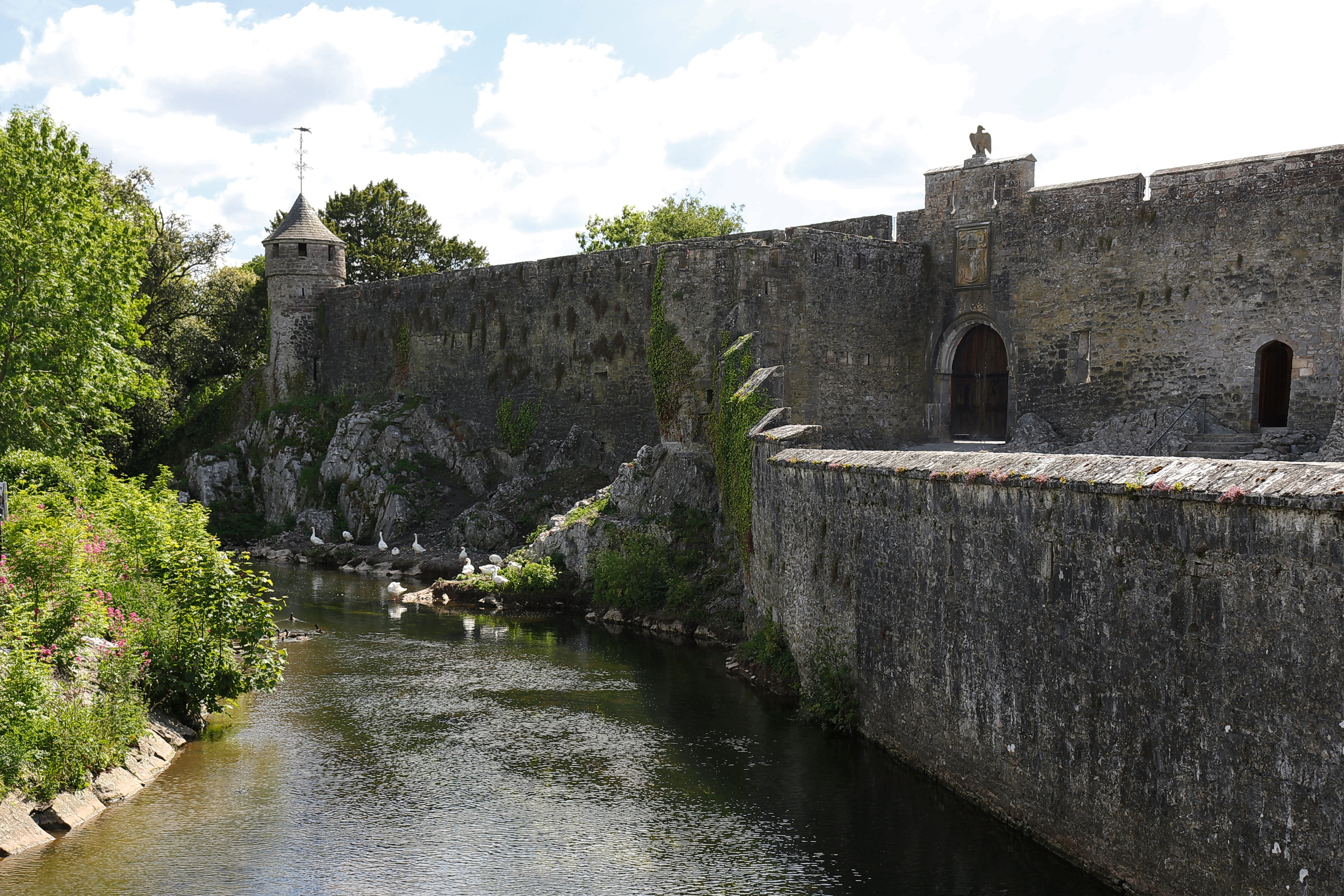
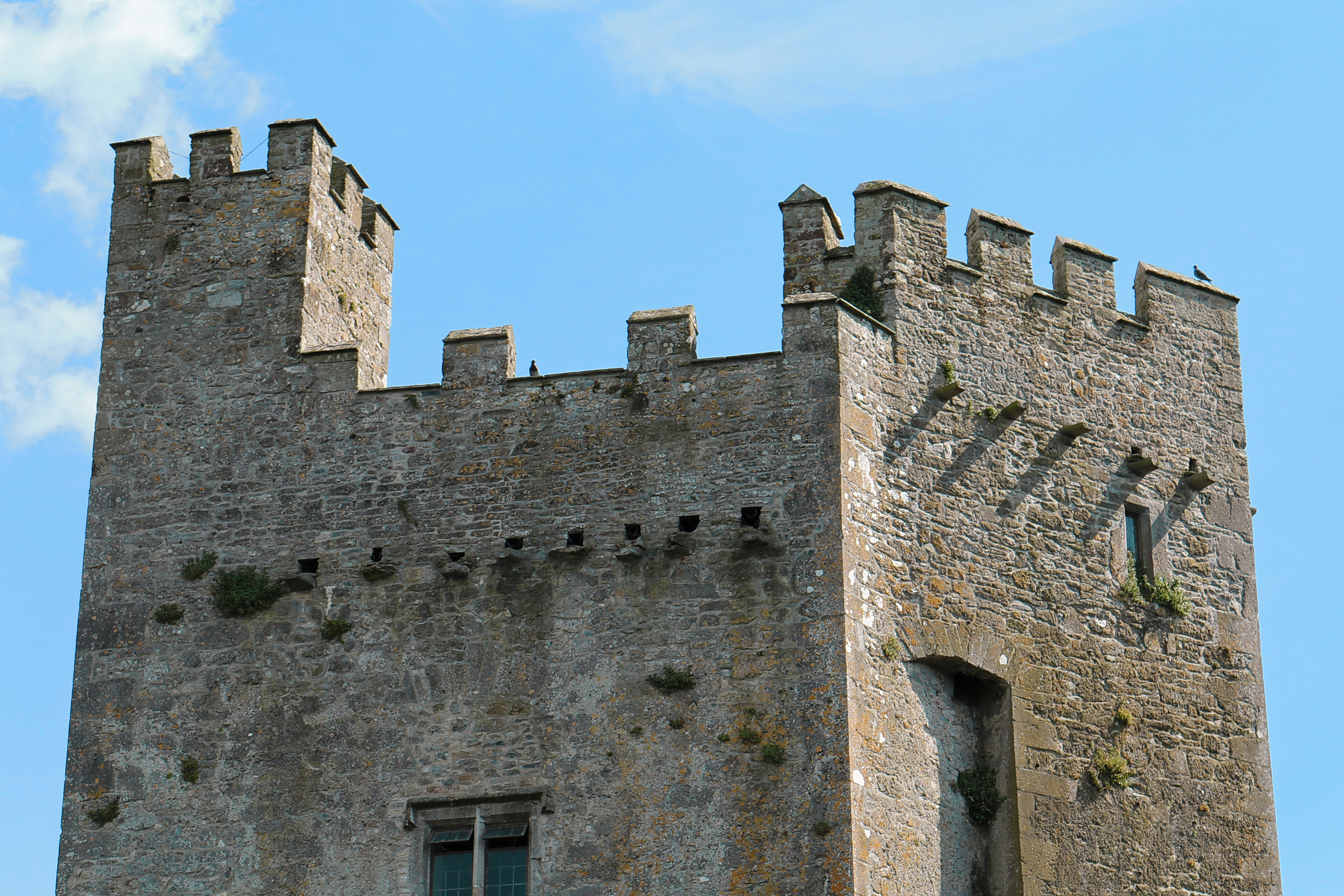
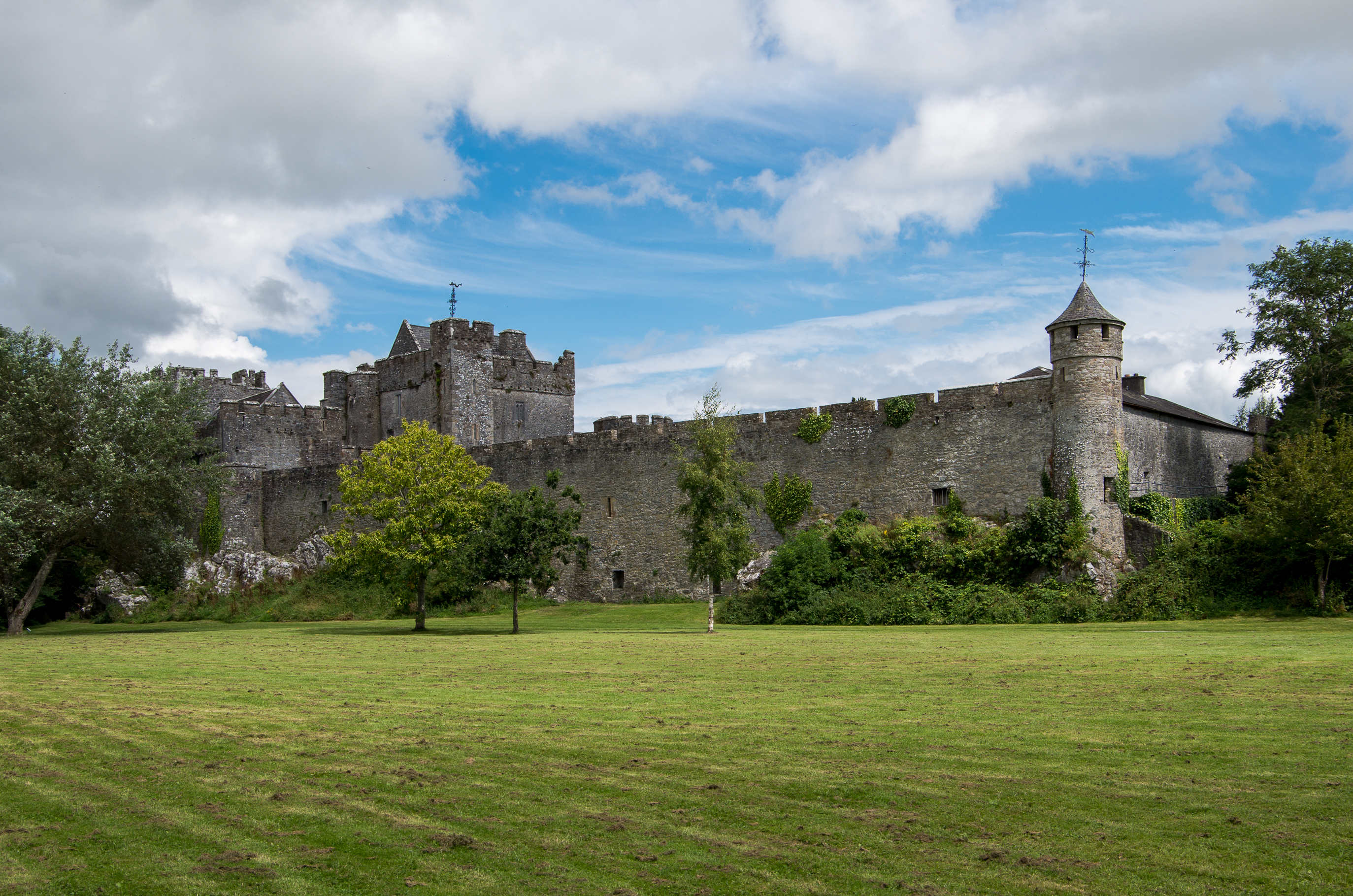